# Дробышев, Михаил Георгиевич
Михаил Георгиевич Дробышев (1935 год, с. Новомихайловское Красногвардейского района Ставропольского края, РСФСР, СССР — 18 апреля 1997) — бригадир бригады № 1 колхоза имени «Жданова» Красногвардейского района Ставропольского края.

## Биография
В колхозе работал с 1955 по 1996 годы. Звание Героя Социалистического труда и орден Ленина было присвоено 12 апреля 1979 года за высокие урожаи зерновых культур. Ранее были присвоены «орден Октябрьской революции», орден «Знак Почета», бронзовая медаль ВДНХ, Мастер высоких урожаев Ставрополья.
Всю свою жизнь Михаил Георгиевич отдал работе, отдохнуть на пенсии не успел умер в 62 года от тяжелой болезни 18 апреля 1997 года.

## Семья
Жена — Любовь Федоровна, дочь — Наталья Михайловна (Демонова), внуки Евгений и Георгий — офицеры Российской Армии, сын Василий Михайлович, внуки Роман офицер Российской Армии и внучка Люба, сын Сергей Михайлович, внуки Сергей, Михаил, Александр.